# Total Divas (4-й сезон)
Total Divas — американское реалити-шоу, премьера которого состоялась 28 июля 2013 года на телеканале E!. Шоу дает возможность посмотреть на жизнь Див WWE вне ринга и сюжетных историй WWE, показана не только работа, но и личная жизнь. За кадром показано множество моментов того, что происходит за кулисами с участием Див. Третий сезон закончился 8 марта 2015 года собрав у телеэкранов в среднем 1.28 миллиона зрителей.

## Производство
Реалити дает зрителям возможность посмотреть на жизнь Див WWE не только во время работы в WWE но и окунутся в перипетии лично жизни. Так же показано множество моментов того что происходит за кадром, за кулисами, вне ринга. 24 февраля 2015 года Пэйдж рассказала, что Total Divas был продлен на четвертый сезон, а съемки начнутся в конце месяца. Позже к финалу третьего сезон было объявлено, что премьера четвертого сезона состоится 7 июля 2015 года, а показ будет перенесён с воскресенья на вторник. В отличие от других программ WWE, большинство исполнителей помимо ринг неймов используют свои настоящие имена, что приводит к тому, что Кэмерон, Наоми, Наталья, Джимми Усо и Тайсон Кидд упоминаются как Ариана, Тринити, Нэтти, Джонатан и Ти-Джей соответственно.
1 апреля 2015 года, телеканалом E! было объявлено, что шоу было продлено на четвертый сезон. В пресс-релизе было подтверждено, что Кэмерон и Роза Мендес, выведены из основного состава. Все остальные остаются в качестве постоянных участниц реалити. 5 сентября 2015 года на одном из порталов освещающих шоу было сказанно, что существует большая вероятность того, что Total Divas будет продлен на пятый сезон. В статье было сказано, что четвертый сезон "завершится осенью 2015 года", а новый сезон "выйдет в эфир не ранее 2016 года". 9 сентября 2015 года Наоми в своём Twitter аккаунте сообщила, что она покинет основной состав после финального выпуска, который выйдет в эфир 29 сентября. Так же упоминалось, что четвертый сезон может быть продлен после некоторого перерыва вместо перехода к пятому сезону. Было высказано предположение, что Аманда Саккоманно которая заняла второе место в WWE Tough Enough может присоединиться к актерскому составу после перерыва в середине сезона. Позже было подтверждено, что Аманда присоединится к основному актерскому составу но уже в пятом сезоне. После выхода в эфир 22 сентября 12 эпизода Total Divas, было объявлено, что на следующей неделе эпизод станет финальным и что продолжение четвёртого сезона не будет, шоу официально перейдет к пятому сезону.

## В ролях

### Главные роли
| Актёр       | Роль                            |
| ----------- | ------------------------------- |
| Алисия Фокс | (Виктория Элизабет Кроуфорд)    |
| Бри Белла   | (Брианна Моник Даниэльсон)      |
| Ева Мари    | (Натали Мари Койл)              |
| Наоми       | (Тринити Фату)                  |
| Наталья     | (Натали Кэтрин Нейдхарт-Уилсон) |
| Никки Белла | (Стефани Николь Гарсия-Колас)   |
| Пейдж       | (Сарая-Джейд Бевис)             |

### Второстепенные герои
| Актёр            | Роль                                         |
| ---------------- | -------------------------------------------- |
| Брайан Кендрик   | (Брайан Дэвид Кендрик)                       |
| Джей Джей Гарсиа | (брат Бри и Никки)                           |
| Джимми Усо       | (муж Наоми)                                  |
| Джон Сина        | (жених Никки)                                |
| Джонатан Койл    | (муж Евы Мари)                               |
| Дольф Зигглер    | (Николас Теодор Немет)                       |
| Дэниел Брайан    | (муж Бри)                                    |
| Кевин Скафф      | (бывший парень Пейдж)                        |
| Кэмерон          | (Ариан Николь Эндрю)                         |
| Кэти Колас       | (мать Бри и Никки)                           |
| Марк Каррано     | (Старший директор WWE по связям с талантами) |
| Рене Янг         | (Рене Джейн Пакетт)                          |
| Роза Мендес      | (Милена Летиция Рука)                        |
| Саммер Рэй       | (Даниель Луиза Мойнет)                       |
| Тайсон Кидд      | (муж Натальи)                                |
| Тамина Снука     | (Сарона Моана-Мари Рейхер Снука-Поламалу)    |
| Элли Нейдхарт    | (мать Натальи)                               |
| Эмма             | (Тениль Эверил Дэшвуд)                       |

### Гости
| Актёр           | Роль                       |
| --------------- | -------------------------- |
| Винсент Исаян   | (парень Кэмерон)           |
| Дженни Нейдхарт | (сестра Натальи)           |
| Джим Нейдхарт   | (отец Натальи)             |
| Джо Джо         | (Джозеанн Алекси Офферман) |
| Лилиан Гарсия   | (ринг-анонсер WWE)         |

## Эпизоды
| № сезона | № серии | Название                                           | Дата премьеры         | Произв. код | Зрители в США (млн) |
| --- | ------- | -------------------------------------------------- | --------------------- | ----------- | ------------------- |
| 46 | 1       | «Разделение Див» «Diva Divide»                     | 7 июля 2015 года      | 401         | 0.97                |
| В премьере сезона Беллы столкнутся с последствиями ухода из WWE. Тем временем новости о новой роли Евы вызывают недоумение в составе Див, а Нэтти пробует себя в роли доминирующей госпожы.                                                                                                   |         |                                                    |                       |             |                     |
| 47 | 2       | «Она сказала, она сказала» «She Said, She Said»    | 14 июля 2015 года     | 402         | 1.03                |
| Неделя Рестлмании начинается не с лучшей стороны, поскольку обстановка внутри Див обостряется. Бри опасается, что они с Брайаном столкнулись с проблемами фертильности, Нэтти беспокоится, что у её отца может случится рецидив, а Пейдж понимает, что она не готова к главному событию года. |         |                                                    |                       |             |                     |
| 48 | 3       | «Умири от зависти» «Eat Your Heart Out»            | 21 июля 2015 года     | 403         | 0.99                |
| Спокойный разговор Никки и Ева заканчиваются не лучшим образом. Тем временем Нэтти рискует на ринге, а Пейдж не выдерживает и плачет из-за своей первой Рестлмании. Бри и Брайан получают результат своего теста на фертильность.                                                             |         |                                                    |                       |             |                     |
| 49 | 4       | «Дивы на овердрайве» «Divas on Overdrive»          | 28 июля 2015 года     | 404         | 1.08                |
| Поездка Див на их следующую сцену выходит из-под контроля, когда Пейдж оставляет одну Алисию ради нового парня. Нэтти не может сказать "нет" и в конечном итоге приводит в ярость своего мужа, а Никки конфликтует с Брайаном из-за того, что он ей не нравится.                              |         |                                                    |                       |             |                     |
| 50 | 5       | «Время чая» «Tea Mode»                             | 4 августа 2015 года   | 405         | 1.01                |
| Алисию хочет признаться в любви своему бывшему парню, когда подозревает, что он скоро снова будет одинок. Пейдж обижается на поведение Никки на её территории, а Джонатан принимает макияж за синяки у Евы.                                                                                   |         |                                                    |                       |             |                     |
| 51 | 6       | «Хорошая Дива, плохая Дива» «Good Diva, Bad Diva»  | 11 августа 2015 года  | 406         | 1.17                |
| Нэтти запуталась в паутине лжи, когда она приглашает свою сестру переехать. Никки считает, что Бри недостаточно серьезно относится к здоровью Брайана, а будущее Тринити зависит от ее внутренней плохой девочки.                                                                             |         |                                                    |                       |             |                     |
| 52 | 7       | «Не держит Барре» «No Holds Barre»                 | 18 августа 2015 года  | 407         | 1.03                |
| Напряженность нарастает в семье Белл, когда Джей Джей пытается влезть в новый бизнес сестёр. Тринити выходит за рамки в роли мачехи, а Ева предпринимает рискованный шаг, чтобы показать себя Дивам.                                                                                          |         |                                                    |                       |             |                     |
| 53 | 8       | «Красивая жизнь?» «It's a Beautiful Life?»         | 25 августа 2015 года  | 408         | 0.92                |
| Никки заявляет, что она хорошо поёт, Бри хочет устроить ей дебют. Тем временем Пейдж сталкивается со своими проблемами доверия, проверяя Кевина, а Нэтти принимает решительные меры, когда начинает понимать, что WWE постепенно выводит ее из игры.                                          |         |                                                    |                       |             |                     |
| 54 | 9       | «Столкновение Див» «Clash of the Divas»            | 1 сентября 2015 года  | 409         | 1.02                |
| Пейдж решает насущные вопросы с WWE, Нэтти знакомит сестру на Биг И, а Брайан недоволен слишком сексуальным гардеробом Бри. |         |                                                    |                       |             |                     |
| 55 | 10      | «Унесенные вином» «Gone With the Wine»             | 8 сентября 2015 года  | 410         | 1.14                |
| Никки отправляется в столь необходимую поездку в Напу. Тринити тащит свою семью в поход на фургоне, а Ева должна выбрать между своей карьерой и Джонатаном. |         |                                                    |                       |             |                     |
| 56 | 11      | «Нежелательное предложение» «An Unwanted Proposal» | 15 сентября 2015 года | 411         | 0.80                |
| Пейдж ошеломлена предложением руки и сердца, Бри и Брайан конфликтуют из-за его планов на будущее, а планы Тринити по поводу карьеры Джона в стэндапе дают незапланированный эффект. |         |                                                    |                       |             |                     |
| 57 | 12      | «Некоторые любят погорячее» «Some Like It Hot»     | 22 сентября 2015 года | 412         | 0.79                |
| Дивы отдыхают в Тулуме, Мексика, где Пейдж говорит Дивам, что она помолвлена. Беллы узнают, что у них появится новый брат, а Алисия ставит отношения Тринити с Джоном под угрозу. |         |                                                    |                       |             |                     |
| 58 | 13      | «Возвращение бывшего» «Return of the Ex»           | 29 сентября 2015 года | 413         | 1.15                |
| Бывший парень Никки разжигает ситуацию. Нэтти получает новости о себе и Ти-Джеи в плане дальнейшей карьеры, а Пейдж спорит, рассказывая своему жениху о своих истинных чувствах. |         |                                                    |                       |             |                     |

## Рейтинги
| № серии | Название                  | Дата премьеры         | Зрители | Рейтинг | Ранг за неделю на кабельном |
| ------- | ------------------------- | --------------------- | ------- | ------- | --------------------------- |
| 1       | Разделение Див            | 7 июля 2015 года      | 0.97    | 0.5     | #12                         |
| 2       | Она сказала, она сказала  | 14 июля 2015 года     | 1.03    | 0.4     | #13                         |
| 3       | Умири от зависти          | 21 июля 2015 года     | 0.99    | 0.4     | #13                         |
| 4       | Дивы на овердрайве        | 28 июля 2015 года     | 1.08    | 0.4     | #19                         |
| 5       | Время чая                 | 4 августа 2015 года   | 1.01    | 0.5     | #10                         |
| 6       | Хорошая Дива, плохая Дива | 11 августа 2015 года  | 1.17    | 0.5     | #10                         |
| 7       | Не держит Барре           | 18 августа 2015 года  | 1.03    | 0.5     | #10                         |
| 8       | Красивая жизнь?           | 25 августа 2015 года  | 0.92    | 0.4     | #17                         |
| 9       | Столкновение Див          | 1 сентября 2015 года  | 1.02    | 0.5     | #8                          |
| 10      | Унесенные вином           | 8 сентября 2015 года  | 1.14    | 0.5     | #10                         |
| 11      | Нежелательное предложение | 15 сентября 2015 года | 0.80    | 0.4     | #16                         |
| 12      | Некоторые любят погорячее | 22 сентября 2015 года | 0.79    | 0.4     | #10                         |
| 13      | Возвращение бывшего       | 29 сентября 2015 года | 1.15    | 0.5     | #5                          |